# Hélène Paléologue
 (mars 2013).
Si vous disposez d'ouvrages ou d'articles de référence ou si vous connaissez des sites web de qualité traitant du thème abordé ici, merci de compléter l'article en donnant les références utiles à sa vérifiabilité et en les liant à la section « Notes et références ».
Hélène Paléologue, née en 1428, morte le 11 avril 1458, est la fille de Théodore II Paléologue, despote de Morée, et de Cléopha Malatesta.
Elle épousa en 1442 Jean II de Lusignan (1418-1458) roi de Chypre et eut :
- Charlotte (1443-1487), reine de Chypre ;
- Cléopha, morte jeune.

Avant son mariage, Jean II avait eu une liaison avec Mariétta de Patras avec qui il a eu un fils, Jacques le bâtard. La haine d'Hélène se porta sur la maîtresse et son fils, et elle fit couper le nez de Mariétta. Pour protéger son fils, Jean II le fit rentrer dans les ordres et il fut intronisé archevêque de Nicosie à l'âge de six ans. Mais les intrigues ne s'arrêtèrent pas et Jacques, se révélant précurseur des prélats de la Renaissance, n'hésita pas à  faire assassiner deux partisans de la reine.